# Olavi Remes
Olavi „Olli“ Remes (* 8. September 1909 in Iisalmi; † 31. Dezember 1942 in Krivi) war ein finnischer Offizier und Skilangläufer.
Remes gewann bei der Nordischen Skiweltmeisterschaften 1934 im Skilanglauf über die 50-km-Distanz die Bronzemedaille. Bei den Olympischen Winterspielen 1936 war er als Offiziersanwärter Teilnehmer der finnischen Mannschaft beim Demonstrationsbewerb Militärpatrouillenlauf und erreichte zusammen mit Eino Kuvaja, Kalle Arantola und Olli Huttunen den zweiten Platz.
Remes kämpfte ab 1939 im Winterkrieg, später im Fortsetzungskrieg. Am 12. September 1941, als er bereits Leutnant war, wurde ihm das Mannerheim-Kreuz verliehen. Remes starb am Silvestertag 1942 im ostkarelischen Krivi, nachdem er von einer Kugel tödlich getroffen wurde.